# ریچارد دزموند
ریچارد دزموند (انگلیسی: Richard Desmond؛ زادهٔ ۸ دسامبر ۱۹۵۱) سرمایه‌دار، کارآفرین و نیکوکار اهل بریتانیا است.